# 坦布拉 (倫皮拉省)

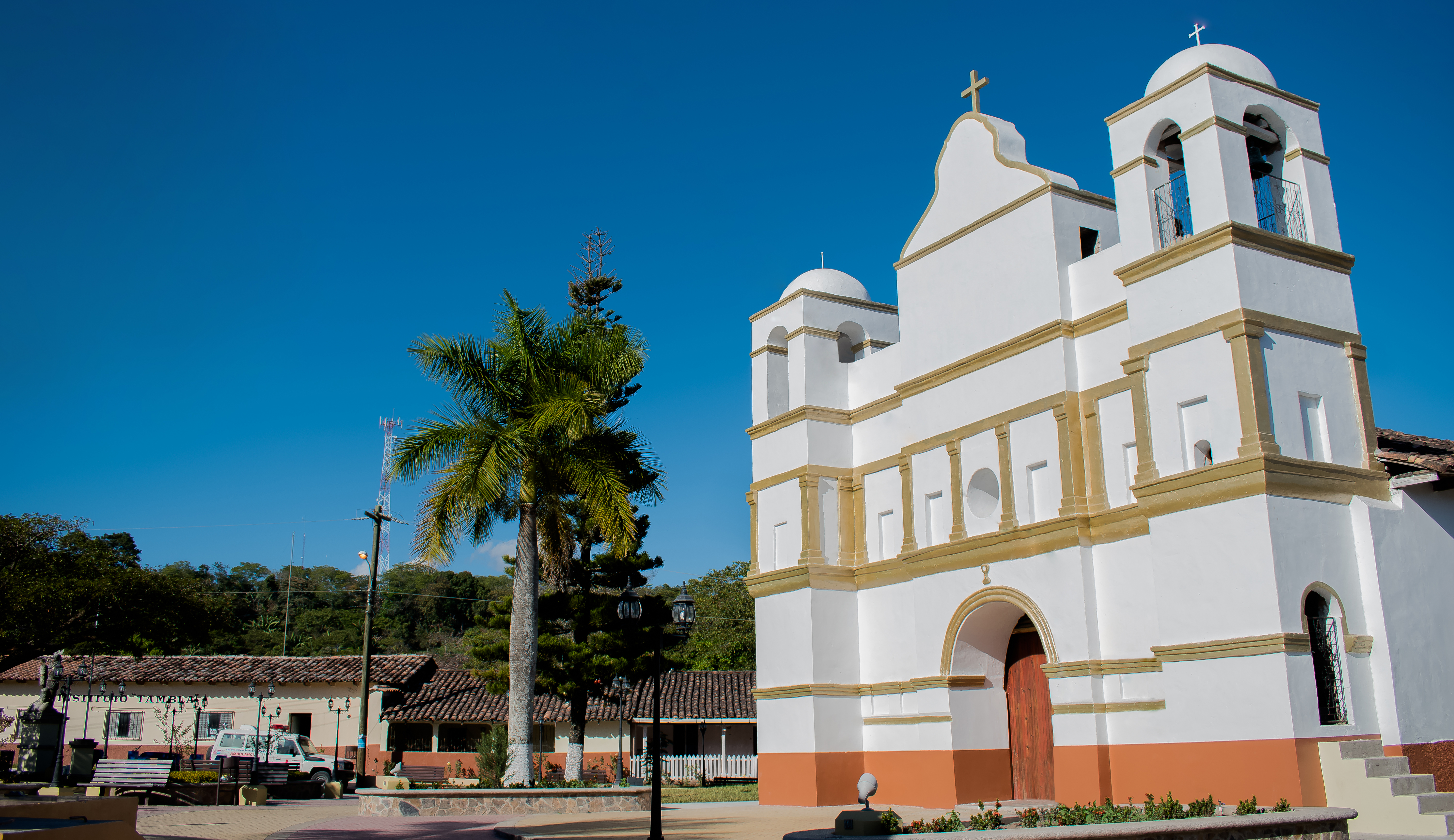
Plaza Municipal de Tambla, Lempira

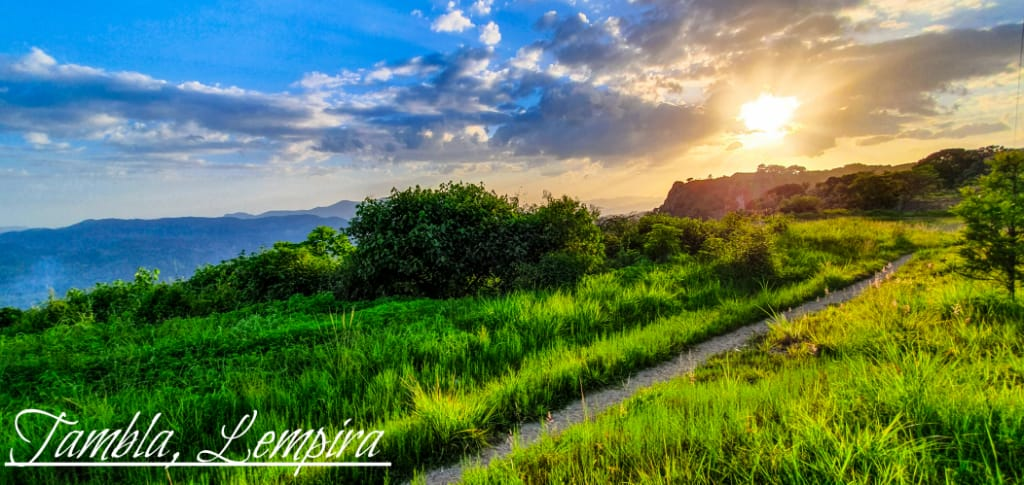
La Planada, Tambla Lempira.

坦布拉（西班牙語：Tambla），是洪都拉斯的城鎮，位於該國西南部，由倫皮拉省負責管轄，始建於1896年9月11日，面積58.6平方公里，海拔高度568米，2001年人口2,257，人口密度每平方公里38.52人。
14°12′N 88°43′W / 14.200°N 88.717°W